# France Kermer
France Kermer (* 1945 in Douvres, Département Ain) ist eine  französische Malerin, Kunstpädagogin und Autorin.

## Leben
Nach dem Baccalauréat in Strasbourg studierte France Kermer von 1972 bis 1979 Malerei und Kunsterziehung an der Staatlichen Akademie der Bildenden Künste Stuttgart bei Hugo Peters, Horst Bachmayer, Peter Steiner und K. R. H. Sonderborg sowie Romanistik an der Eberhard Karls Universität Tübingen. Sie schloss ihr Studium mit dem ersten und zweiten Staatsexamen für das Höhere Lehramt ab. Von 1979 bis 1980 war sie wissenschaftliche Mitarbeiterin am Romanischen Seminar der Universität Tübingen, um anschließend am Wirtemberg-Gymnasium Stuttgart-Untertürkheim Bildende Kunst und Französisch zu unterrichten. Ab 1987 wandte sie sich freischaffend der Malerei zu. Daneben schrieb sie für französische und deutsche Fachzeitschriften Beiträge über zeitgenössische Keramik und Glasgestaltung. Mit einer Buchveröffentlichung würdigte sie 1993 das Schaffen Claude Morins, einem der Initiatoren der Studioglasbewegung in Frankreich. Nach der Einrichtung eines eigenen Ateliers in Cendrecourt in der Bourgogne-Franche-Comté im Jahre 1997 und der Gründung eines gleichermaßen Kindern und Erwachsenen unentgeltlich zugänglichen Atelier créatif 1998 in der ehemaligen Schule von Cendrecourt leitete sie 1999/2000 auf Einladung der Stadt Chaumont in den Ardennen und der DRAC (Direction Régionale des Affaires Culturelles et l′Education nationale) Champagne-Ardenne einen insgesamt zehn Schulen umfassenden Workshop zum Thema 200 Masken für das Jahr 2000 mit anschließender Ausstellung (Les Silos, Maison du livre et de l’affiche, Chaumont). Von 2000 bis 2004 war sie mehrfach Projektleiterin für Bildende Kunst an der Evangelischen Tagungsstätte Löwenstein (ETL).
Neben ihrem künstlerischen Schaffen, das sie in zahlreichen Einzel- und Gruppenausstellungen in Deutschland und Frankreich zeigte, leitete sie von 2004 bis 2014 ehrenamtlich das von ihr gegründete Malatelier „La joie claire de peindre“ in der Behindertenanstalt Centre Claire Joie (ADAPEI 70) in Gevigney.  Mehrere Ausstellungen sowie die 2009 von ihr herausgegebene Buchveröffentlichung La joie claire de peindre bilanzierten diese Arbeit.
2019 lieferte France Kermer die Umschlagillustration zum Roman Féminitude von Daniel Lauret (Éditions Orphie, Collection Différences).
France Kermer ist mit dem Kunsthistoriker Wolfgang Kermer verheiratet. Sie lebt und arbeitet im rheinland-pfälzischen Kusel und in Cendrecourt.
Im Jahre 2018 schenkten France und Wolfgang Kermer ihre Sammlung moderner französischer Keramik (Céramique française 1970–2000: Donation France et Wolfgang Kermer), die Werke von rund einhundert Künstlern umfasst, der traditionsreichen Keramikstadt Saargemünd. Die Sammlung war zuvor 2008/09 im Glasmuseum Frauenau sowie 2014/15 im Theodor-Zink-Museum in Kaiserslautern zu sehen.

## Werk
Die Kunsthistorikerin Vera Trost äußerte sich zum Schaffen France Kermers anlässlich ihrer Ausstellung „Histoires de France – Neue Arbeiten“ in der Evangelischen Tagungsstätte Löwenstein (ETL) im Jahre 2004 wie folgt:
„France Kermer drückt sich in Zeichnungen, Aquarellen, Acryl und Pappmaché-Objekten aus, die auch zu Installationen kombiniert sein können. Sie greift Elemente der Buchmalerei, insbesondere solche der burgundischen und flämischen Stundenbücher des ausgehenden Mittelalters auf und setzt deren strahlenden Goldgründe und leuchtenden Farbtupfer flächig in ihren ‚Ikonen‘ um.“
Und weiterhin erklärt das Programmheft der Evangelischen Tagungsstätte Löwenstein (ETL) zur Ausstellung 2004:
„[France Kermers] Malerei dient der Selbsterkenntnis und soll Dinge, die sonst verborgen bleiben, durch Farbe und Form sichtbar machen, dadurch Emotionen, Fragen und eigene Motivation beim Betrachter herausfordern. Persönlich-existentielle Probleme werden anhand der Malerei erfragt – und natürlich sollen sie als fortwährende Fragestellung weiterbestehen.“

## Ausstellungen
Einzelausstellungen
- 1996 Galerie Art und Form, Karlsruhe; Galerie Kinter, Remshalden-Geradstetten (mit Abi Shek)
- 1999 Exposition aux Journées de l’APA (Association pour l’Autobiographie), Espace 1500, Ambérieu-en-Bugey; Bibliothèque-médiathèque La Grenette, Ambérieu-en-Bugey
- 2000 200 masques pour l’an 2000, Les Silos, Maison du livre et de l’affiche, Chaumont; Evangelische Tagungsstätte Löwenstein (ETL), Löwenstein
- 2002 Malerei, Zeichnung, Objekt, Sozialministerium Baden-Württemberg, Stuttgart
- 2004 Chapelle de l’Hôtel de Ville, Vesoul
- 2004 France Kermer: Histoires de France – Neue Arbeiten, Evangelische Tagungsstätte Löwenstein (ETL), Löwenstein
- 2005 ART Karlsruhe (mit Galerie Kinter, Remshalden-Geradstetten)
- 2005 Will you dance with me?, Hôtel de Ville und Bibliothèque-médiathèque La Grenette, Ambérieu-en-Bugey
- 2008 Arbeiten auf Papier, Galerie Elitzer, Saarbrücken
- 2009 Galerie im Alten Bau, Geislingen an der Steige
- 2011 France Kermer: Malerei, Augenzentrum Westpfalz, Kaiserslautern
- 2011 PapierPoèmes, Bibliothèque municipale Louis-Garret, Vesoul
- 2012 Peintures, Maison des Arts, Poncin (Ain); France Kermer et l’atelier La joie claire de peindre, Archives départementales, Conseil général de la Haute-Saône, Vesoul
- 2014 Peintures et dessins de France Kermer, Médiathèque La Grenette, Ambérieu-en-Bugey
- 2014 France Kermer: pastels et carnets, Médiathèque Jean-Prévost, Bron (Métropole de Lyon)[10]
- 2015 Enthüllungen, Stadtmuseum Kusel, Kusel[11]
- 2017 Frauenbilder, Stadtmuseum Kaiserslautern (Theodor-Zink-Museum | Wadgasserhof)[12]
- 2019 France Kermer: Noir et Blanc, Galerie Art Caducée, Scey-sur-Saône-et-Saint-Albin[13]
- 2022 France Kermer: Dessins, Café français, Vesoul[14]

Gruppenausstellungen
- 1979 Klasse Sonderborg, Staatliche Akademie der Bildenden Künste Stuttgart / Kunstausstellungen Gutenbergstraße 62a e. V. Stuttgart, Stuttgart[15]

## Schriften
- Erwin Eisch, le pionnier du Studio-Glass en Allemagne. In: La Revue de la Céramique et du Verre, Nr. 42, September/Oktober 1988, S. 36–41
- Le Bauhaus, une école d’art prestigieuse, la première école du Design. In: La Revue de la Céramique et du Verre, Nr. 45, mars/avril 1989, S. 16–19
- Wilhelm Wagenfeld. témoin vivant du Bauhaus. In: La Revue de la Céramique et du Verre, Nr. 45, März/April 1989, p. 20–21
- Pierre Fouquet ou l’aristocratie céramique. In: La Revue de la Céramique et du Verre, Nr. 54, SeptemberOktober 1990, p. 14–19
- Claude Morin: Verrier de Dieulefit, Glasgestalter aus Frankreich (in Deutsch und Französisch). Stuttgart (Arnoldsche) 1993 ISBN 3-925369-33-3 (zusammen mit Wolfgang Kermer)
- Jean-Jacques Prolongeau, A corps perdu... pour la céramique. In: La Revue de la Céramique et du Verre, no.69, mars/avril 1993, p. 12–15
- Douvres: mon village enlacé... Bourg-en-Bresse 2006
- Narcisse et Violette: Une histoire de France Kermer illustrée par les enfants de Douvres. Lyon (Éditions Bellier) 2007 ISBN 2-84631-191-9[16]
- Moderne Keramik aus Frankreich: Sammlung Kermer – Künstlerverzeichnis. (Einführung: France Kermer) Glasmuseum Frauenau, 28. Juni 2008 bis 8. März 2009, Privatdruck
- Moderne Keramik aus Frankreich: Sammlung Kermer. In: Neue Keramik, September / Oktober 2008, S. 48
- L’histoire magique des couleurs. La Planète des Écoliers, École du Centre, Jussey. Dampierre-sur-Salon 2009
- La joie claire de peindre: Quatre ans de peinture du Centre Claire Joie ADAPEI de Gevigney; avec des textes de Marie-Dominique Woessner et Patrick Perreira. Editions: Adapei de Haute-Saône. Dampierre-sur-Salon 2009 ISBN 978-2-7466-1476-5
- France Kermer: PapiersPoèmes. Imprimerie du Salon, Dampierre-sur-Salon 2011 (brochure éditée à l’occasion de l’exposition »France Kermer: PapiersPoèmes«, septembre – octobre 2011 à la Bibliothèque municipale Louis-Garret, Vesoul)
- La magie du verre: Jörg F. Zimmermann. In: La Gazette des Hauts Val de Saône, № 33, Magazine été 2013, Jussey 2013, S. 8
- Céramique française 1970–2000: Donation France et Wolfgang Kermer. Sarreguemines: Édition Musées de Sarreguemines, 2018 ISBN 978-2-9137-5924-4
- Traces: Poèmes. Estimprim, Autechaux, 2022 ISBN 979-1-06-999128-6